# Ricardo Mangas
Ricardo Luís Chaby Mangas, noto semplicemente come Ricardo Mangas (Olhão, 19 marzo 1998), è un calciatore portoghese, difensore dello Sporting Lisbona.

## Caratteristiche tecniche
È un terzino sinistro.

## Carriera
Ha debuttato in Primeira Liga il 7 dicembre 2019 disputando con il Desp. Aves l'incontro vinto 1-0 contro il Braga.

## Statistiche
Statistiche aggiornate al 4 gennaio 2020.

### Presenze e reti nei club
| Stagione        | Squadra         | Campionato      | Campionato | Campionato | Coppe nazionali | Coppe nazionali | Coppe nazionali | Coppe continentali | Coppe continentali | Coppe continentali | Altre coppe | Altre coppe | Altre coppe | Totale | Totale | Totale |
| Stagione        | Squadra         | Comp            | Pres       | Reti       | Comp            | Pres            | Reti            | Comp               | Pres               | Reti               | Comp        | Pres        | Reti        | Pres   | Reti   |        |
| --------------- | --------------- | --------------- | ---------- | ---------- | --------------- | --------------- | --------------- | ------------------ | ------------------ | ------------------ | ----------- | ----------- | ----------- | ------ | ------ | ------ |
| 2017-2018       | Mirandela       | CdP             | 25         | 3          | CP              | 0               | 0               |                    | -                  | -                  |             | -           | -           | 25     | 3      |        |
| 2018-2019       | Desp. Aves      | PL              | 0          | 0          | CP+CdL          | 0               | 0               |                    | -                  | -                  |             | -           | -           | 0      | 0      |        |
| 2019-2020       | Desp. Aves      | PL              | 3          | 0          | CP+CdL          | 0               | 0               |                    | -                  | -                  |             | -           | -           | 3      | 0      |        |
| Totale carriera | Totale carriera | Totale carriera | 28         | 3          |                 | 0               | 0               |                    | -                  | -                  |             | -           | -           | 28     | 3      |        |